# Mui (Estland)
Mui (Duits: Muikal) is een plaats in de Estlandse gemeente Saaremaa, provincie Saaremaa. De plaats heeft de status van dorp (Estisch: küla) en telt 30 inwoners (2021).
De plaats viel tot in oktober 2017 onder de gemeente Pöide. In die maand werd Pöide bij de fusiegemeente Saaremaa gevoegd.
Mui ligt aan Väike väin, de zeestraat tussen de eilanden Muhu en Saaremaa.

## Geschiedenis
Mui werd voor het eerst genoemd in 1645 onder de naam Muykul, een nederzetting en herberg op het landgoed van Neuenhof (Uuemõisa). In 1798 heette de plaats voor het eerst Mui.
Tussen 1977 en 1997 maakte het buurdorp Metsara deel uit van Mui.